# خاندان جوانشیر
خاندان جوانشیر (ترکی آذربایجانی: Cavanşirlər) یک طایفه ترک در قره‌باغ بود، که به ایل افشار تعلق داشت، و ایل افشار نیز شعبه‌ای از غز بود. میان سال‌های ۱۷۴۸ و ۱۸۲۲، اعضای این خاندان سران خانات قره‌باغ بودند.